# صائدو الأشباح: الإمبراطورية المجمدة
صائدو الأشباح: الإمبراطورية المجمدة (بالإنجليزية: Ghostbusters: Frozen Empire)‏ هو فيلم كوميدي أمريكي خارق للطبيعة من إخراج جيل كنعان، الذي شارك في كتابته مع جيسون رايتمان. إنه تكملة لفيلم صائدو الأشباح: الآخرة (2021) والفيلم الخامس في امتياز صائدو الأشباح. نجوم الفيلم بول رود، كاري كون، فين ولفهارد، مكينا جريس، سيليست أوكونور، لوغان كيم، إلى جانب بيل موراي، دان أيكرويد، إرني هدسون، آني بوتس، ووليام أثرتون يعيدون تمثيل شخصياتهم من الأفلام السابقة، في حين يقوم كميل نانجياني بإعادة تمثيل شخصياتهم من الأفلام السابقة. وينضم باتون أوزوالت أيضًا إلى فريق التمثيل. في الفيلم، بعد سنوات من تجنب تقاطع الأبعاد في سمرفيل، أوكلاهوما، يتحد صائدو الأشباح المخضرمون مع مجنديهم الجدد لإنقاذ العالم في مدينة نيويورك من خصم قوي مخيف.
بعد نجاح الآخرة، أعلنت شركة سوني بيكتشرز عن التكملة في أبريل 2022، مع عودة ريتمان كمخرج. تولى كينان لاحقًا منصب المخرج من ريتمان في شهر ديسمبر من ذلك العام، بينما أعاد باقي الممثلين تمثيل أدوارهم. تم الإعلان عن أعضاء فريق التمثيل الجدد بما في ذلك نانجاني وأوسوالت وجيمس أكاستر وإميلي ألين ليند في مارس 2023، على أن يبدأ التصوير الرئيسي في ذلك الشهر وينتهي في يونيو. إنه أول فيلم في سلسلة صائدو الأشباح تم إنتاجه دون مشاركة إيفان ريتمان، الذي أخرج أول فيلمين وأنتج أفلامًا لاحقة حتى وفاته في فبراير 2022؛ سيتم تخصيص الإمبراطورية المجمدة لذكراه.
من المقرر إصدار الفيلم في الولايات المتحدة في 29 مارس 2024، بواسطة سوني بيكتشرز.